# Heggenbladroller
De heggenbladroller (Archips rosana) is een vlinder uit de familie Tortricidae (bladrollers).
De spanwijdte van de vlinder bedraagt tussen de 15 en 24 millimeter. De mannetjes zijn kleiner en hebben een helderder tekening dan de vrouwtjes. De soort komt verspreid over het Palearctisch gebied en het Nearctisch gebied voor.

## Waardplanten
De heggenbladroller heeft allerlei fruitbomen en andere loofbomen en soms ook andere planten als rozen als waardplanten. De rups leeft aanvankelijk in de knoppen, later in een opgerold blad, en eet zowel van blad, bloem als vrucht.

## Voorkomen in Nederland en België
De heggenbladroller is in Nederland en België een vrij algemene soort, die verspreid over het hele gebied kan worden gezien. De soort kent één jaarlijkse generatie, die vliegt van eind mei tot augustus.